# 1983年世界大賽
1983年世界大賽是由代表美聯的巴爾的摩金鶯與代表國聯的費城費城人在世界大賽中對決。最後由金鶯4勝1敗打敗費城人，拿下世界大賽冠軍。由於這兩座球隊的主場城市都位於95號州際公路上，因此該系列賽也被稱做「95號州際公路系列賽」。
這年世界大賽也是繼1956年後，首次完全沒有使用到飛機轉乘的系列賽。因為巴爾的摩和費城只相距160公里遠。
費城人在這年進軍世界大賽失利後，過了25年才又拿下世界大賽冠軍。而金鶯隊拿下世界大賽冠軍後，到目前為止再也沒有進入過世界大賽。

## 總結
美聯 巴爾的摩金鶯（4）- 國聯 費城費城人（1）
| 場次 | 比數             | 日期     | 地點           | 觀眾  |
| ---- | ---------------- | -------- | -------------- | ----- |
| 1    | 費城人 2，金鶯 1 | 10月11日 | 紀念體育場     | 52204 |
| 2    | 費城人 1，金鶯 4 | 10月12日 | 紀念體育場     | 52132 |
| 3    | 金鶯 3，費城人 2 | 10月14日 | 退伍軍人體育場 | 65792 |
| 4    | 金鶯 5，費城人 4 | 10月15日 | 退伍軍人體育場 | 66947 |
| 5    | 金鶯 5，費城人 0 | 10月16日 | 退伍軍人體育場 | 67064 |

## 逐場結果

### 第一戰：10月11日
馬里蘭州，巴爾的摩，紀念體育場
| 費城費城人 | 0 | 0 | 0 | 0 | 0 | 1 | 0 | 1 | 0 | 2 | 5 | 0 |
| 巴爾的摩金鶯 | 1 | 0 | 0 | 0 | 0 | 0 | 0 | 0 | 0 | 1 | 5 | 1 |
| 勝投： John Denny（1–0） 敗投： Scott McGregor（0–1） 全壘打： 費城人：喬·摩根（6上,1分）、蓋瑞·麥道克斯（8上,1分） 金鶯：Jim Dwyer（1下,1分） |   |   |   |   |   |   |   |   |   |   |   |   |

這是一場雙方投手都沒有送出保送的投手戰，John Denny雖然在首局被Jim Dwyer敲出全壘打，但隨後穩住陣腳，沒有再讓金鶯隊得到分數。
費城人打線沉寂了5局後，喬·摩根敲出全壘打追平比數。8局上，蓋瑞·麥道克斯的陽春砲打破僵局。最終費城人就在這場投手戰中拿下勝利。

### 第二戰：10月12日
馬里蘭州，巴爾的摩，紀念體育場
| 費城費城人 | 0 | 0 | 0 | 1 | 0 | 0 | 0 | 0 | 0 | 1 | 3 | 0 |
| 巴爾的摩金鶯                                                                                                   | 0 | 0 | 0 | 0 | 3 | 0 | 1 | 0 | X | 4 | 9 | 1 |
| 勝投： Mike Boddicker（1–0） 敗投： Charles Hudson（0–1） 全壘打： 費城人：無 金鶯：John Lowenstein（5下,1分） |   |   |   |   |   |   |   |   |   |   |   |   |

這場比賽費城人的打線還是一樣靜悄悄，全場只敲出3支安打送回1分。
雖然球隊先馳得點，不過Charles Hudson很快便打領先分數花光，5局下包含John Lowenstein的全壘打在內，金鶯一舉攻下3分。7局下，金鶯再拿下1分保險分，終場以4比1追平系列賽。

### 第三戰：10月14日
賓夕法尼亞州，費城，退伍軍人體育場
| 巴爾的摩金鶯 | 0 | 0 | 0 | 0 | 0 | 1 | 2 | 0 | 0 | 3 | 6 | 1 |
| 費城費城人 | 0 | 1 | 1 | 0 | 0 | 0 | 0 | 0 | 0 | 2 | 8 | 2 |
| 勝投： 吉姆·帕爾默（1–0） 敗投： 史提夫·卡爾頓（0–1） 全壘打： 金鶯：Dan Ford（6上,1分） 費城人：Gary Matthews（2下,1分）、喬·摩根（3下,1分） |   |   |   |   |   |   |   |   |   |   |   |   |

Gary Matthews和喬·摩根在比賽前段都開轟，很快便讓費城人取得2比0領先。
6局上，Dan Ford也敲出陽春砲，幫助金鶯將分差砍半。7局上，金鶯在2出局後攻勢再起。Rick Dempsey敲出二壘安打靠著暴投上到三壘，Benny Ayala在這時敲出個人系列賽唯一一支安打追平比數。下一棒的John Shelby也敲安上壘，Dan Ford雖然敲出滾地球，但是費城人卻發生守備失誤，反倒讓金鶯在該局拿下2分逆轉。
Sammy Stewart和Tippy Martinez合計投完後面3局，沒有被敲出任何安打，成功守住勝利。

### 第四戰：10月15日
賓夕法尼亞州，費城，退伍軍人體育場
| 巴爾的摩金鶯                                       | 0 | 0 | 0 | 2 | 0 | 2 | 1 | 0 | 0 | 5 | 10 | 1 |
| 費城費城人                                         | 0 | 0 | 0 | 1 | 2 | 0 | 0 | 0 | 1 | 4 | 10 | 0 |
| 勝投： Storm Davis（1–0） 敗投： John Denny（1–1） |   |   |   |   |   |   |   |   |   |   |    |   |

4局上，金鶯連續敲出三支安打擠成滿壘，Rich Dauer後來也補上一支安打送回2分。而費城人也在下半局敲出三支安打追回一分。
5局下，先發投手John Denny自己也敲安打追平比數，彼得·羅斯隨後擊出二壘安打超前比分。不過金鶯在6、7兩局得到3分，7局結束，金鶯5比3領先。
9局下，Bo Diaz在1出局敲出安打，並靠著滾地球推進上到得點圈。Ozzie Virgil雖然敲安送回1分，不過最終費城人仍以1分惜敗。

### 第五戰：10月16日
賓夕法尼亞州，費城，退伍軍人體育場
| 巴爾的摩金鶯 | 0 | 1 | 1 | 2 | 1 | 0 | 0 | 0 | 0 | 5 | 5 | 0 |
| 費城費城人 | 0 | 0 | 0 | 0 | 0 | 0 | 0 | 0 | 0 | 0 | 5 | 1 |
| 勝投： Scott McGregor（1–1） 敗投： Charles Hudson（0–2） 全壘打： 金鶯：艾迪·莫瑞 2（2上,1分、4上,2分）、Rick Dempsey（3上,1分） 費城人：無 |   |   |   |   |   |   |   |   |   |   |   |   |

金鶯在比賽前段上演煙火秀，其中艾迪·莫瑞更是演出雙響砲，個人拿下3分打點。
Scott McGregor表現比前一場更好，完封9局送出6次三振奪勝，金鶯隊最後成功拿下世界大賽冠軍。

## 焦點球員
金鶯
- 艾迪·莫瑞：世界大賽打擊率2成50，敲出全隊最多的2轟和3分打點。

- Rick Dempsey：世界大賽打擊率3成85，敲出5支安打和2分打點，包含1支全壘打。

- Jim Dwyer：世界大賽首打席開轟，為史上第18位達成此紀錄的球員。

- Rich Dauer：世界大賽敲出4支安打和3分打點。

- Scott McGregor：世界大賽先發2場拿下1勝1敗，17局投球僅失2分，防禦率1.06。

費城人
- 喬·摩根：世界大賽打擊率2成63，敲出5支安打包含2支全壘打。

- 蓋瑞·麥道克斯：世界大賽第一場敲出致勝全壘打。

- Bo Diaz：世界大賽打擊率3成33，敲出5支安打。

- John Denny：世界大賽先發2場拿下1勝1敗，13局投球失5分，防禦率3.46。第5場成功敲出安打一度幫助球隊追平比數。

## 外部連結
- Almanac網站上關於1983年世界大賽的頁面（页面存档备份，存于）
- MLB官網裡的1983年世界大賽頁面（页面存档备份，存于）
- Reference網站上關於1983年世界大賽的頁面（页面存档备份，存于）
- 1983年世界大賽逐場比賽結果以及每一球詳細紀錄[]